# Szeverényi Kálmán
Szeverényi Kálmán (Kecskemét, 1920. február 25. – Tata, 1945. február 22.) magyar királyi repülő hadnagy, a 101/7. vadászrepülő század ász pilótája. 203 bevetés során 8 ellenséges gépet lőtt le egyénileg és 4-et együttműködésben.

## Életpályája
Szeverényi János és Lipkovics Franciska gyermekeként született. Általános iskolába Kecskemét-Matkópusztán járt, majd a kecskeméti katolikus gimnáziumba, ahol kitűnő eredménnyel érettségizett. Ezután döntött úgy, hogy bevonul a hadseregbe; 1939. október 11-én a kassai Magyar Királyi Horthy Miklós Honvéd Repülőakadémiára került, ahol katonai pilótaengedélyt szerzett, 1942-ben. 1942. december 6-án alhadnagyi rangban távozott. 1943. júniusában a keleti frontra ment az 5/2-es vadászegységhez, ahol 1944. december 31-ig 151 harci bevetésen vett részt.
Részt vett a háborús műveletekben a kurszki csatában, és első győzelmét 1943. október 7-én aratta a Dnyeper szektorban egy szovjet Lavocskin La-5 vadászgép lelövésével, utolsó győzelmét pedig 1945. február 21-én, amikor lelőtt egy Boeing B-17G Flying Fortress négymotoros bombázót.

## Halála
1945. február 22-én a 101/7-es és 101/8-as egység nyolc Messerschmitt Bf 109G típusú repülőgépe szállt fel harci bevetésre az ő parancsnoksága alatt. Ezt követően 16:30 és 16:50 között néhány Jakovlev vadászgép ellen harcoltak, majd gépét találat érte, és vészleszállást hajtott végre egy Tatától 600 méterre északra lévő befagyott tó felszínén. Az 50-60 méteres kúszás után a szárny levált és a törzs kettétört.
Amint a többi pilóta leszállt a veszprémi repülőtéren, egy vöröskeresztes mentőautó Galánffy hadnaggyal és Domonkos János főszerelővel a fedélzetén elindult a baleset helyszínére, ahová este 8 óra körül érkezett meg. Mivel Domonkos János nem tudott a gép közelébe jutni, kötelet kötött társa övére, és a jégen sétálva eljutott a repülőgép maradványaihoz, de a pilótát nem találta. A biztonsági öv hevedereit elvágták, a pilóta ülésén pedig a párnázott repülőkabát foszlányai és vérnyomok látszottak, a műszerfal pedig az ütközés következtében hátrafelé tolódott. Egyesek arról tájékoztatták őket, hogy fél órával a becsapódás után néhány német katona kimentette a pilótát, ezért a két katona a tatai német csapatparancsnokságra ment, ahol közölték velük, hogy a helyi polgári iskolában felállított tábori kórházban egy magyar pilótahadnagyot ápolnak. Amikor odaértek, az ügyeletes orvos közölte velük, hogy a pilótát azonnal meg kell műteni, hogy a géppisztolylövedékekből származó repeszeket kiszedjék. A két magyar katonának rövid időre sikerült meglátnia őt, felismerte őket, és megkérte őket, hogy értesítsék a szüleit; tíz perccel később az orvos közölte velük, hogy meghalt: a pilóta holttestét még aznap este átszállították Veszprémbe, és a holttestet katonai tiszteletadással temették el a repülőtér melletti katolikus temetőben. 

## Emlékezete
2015-ben Tatán, az Agostyáni u. 2. szám alatt emléktáblát avattak tiszteletére.

## Fordítás
- Ez a szócikk részben vagy egészben  a   Kálmán Szeverényi című olasz Wikipédia-szócikk ezen változatának fordításán alapul.  Az eredeti cikk szerkesztőit annak laptörténete sorolja fel. Ez a jelzés csupán a megfogalmazás eredetét és a szerzői jogokat jelzi, nem szolgál a cikkben szereplő információk forrásmegjelöléseként.